# Rainer Mahlamäki

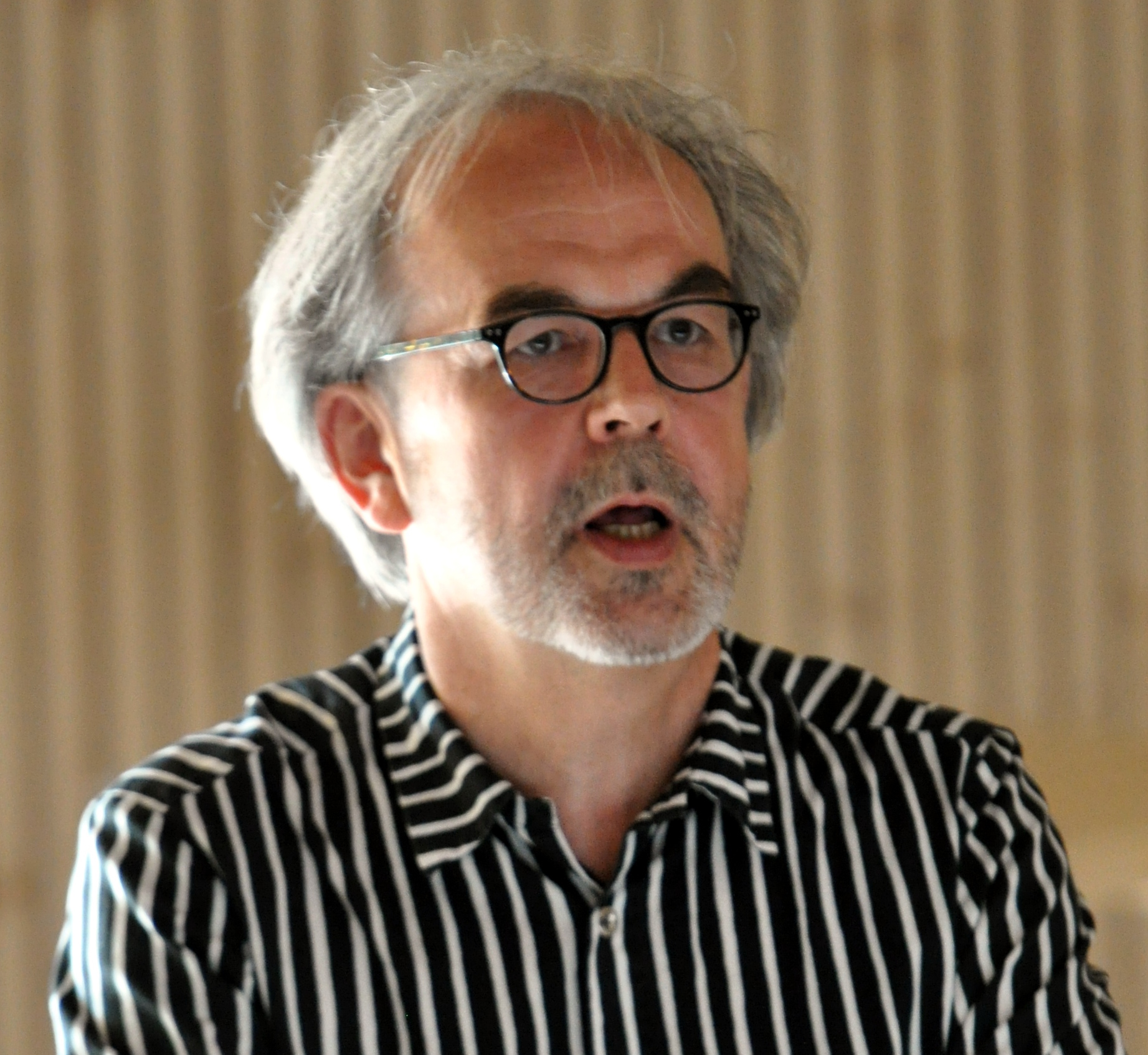
Rainer Mahlamäki, 2013.

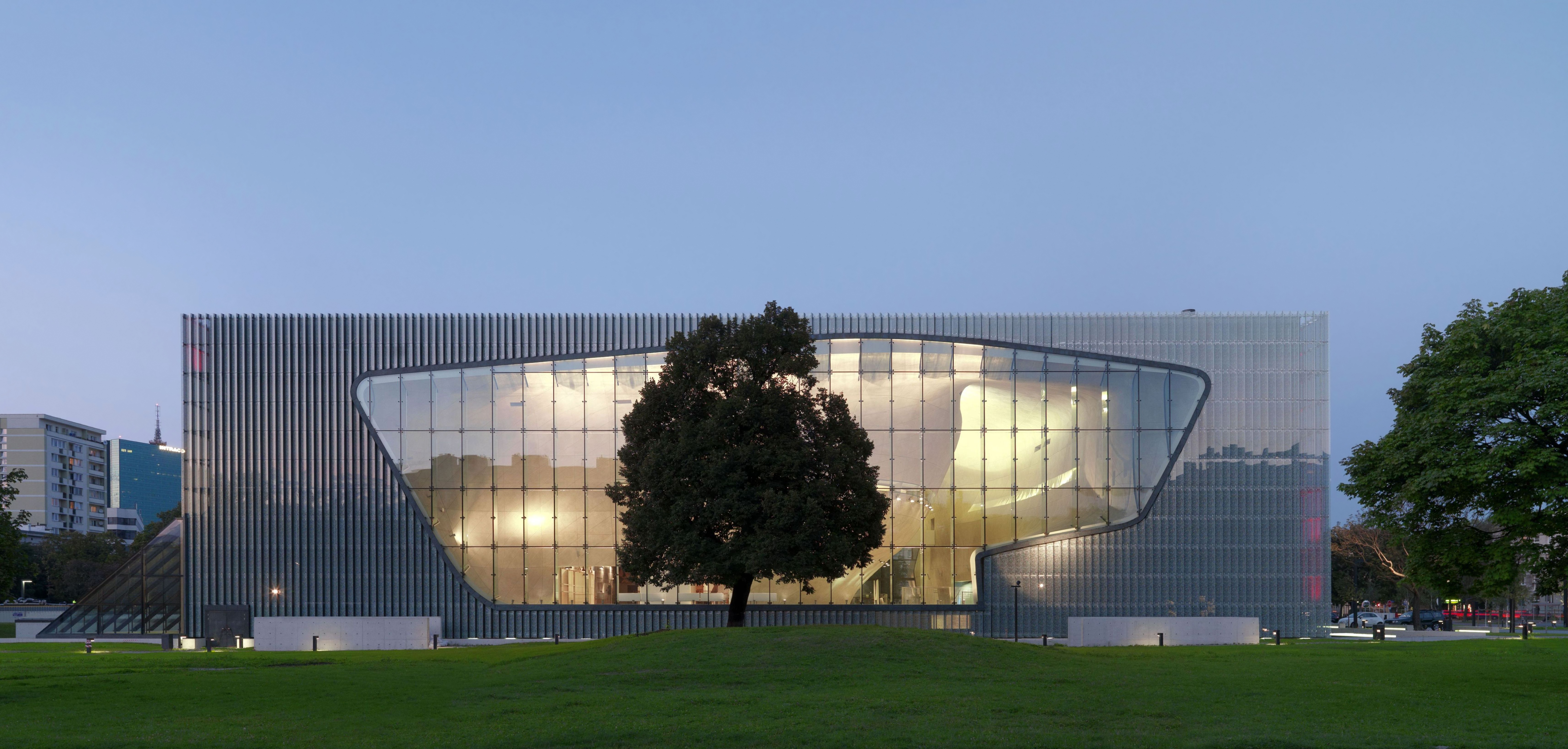
Museet för de polska judarnas historia, uppfört 2013.

Rainer Allan Mahlamäki, född 12 juni 1956 i Ilmola, är en finländsk arkitekt och professor vid Uleåborgs universitet.

## Arkitektonisk verksamhet
Mahlamäki utexaminerades som arkitekt från Tammerfors tekniska universitet 1986. Tillsammans med kollegan Ilmari Lahdelma har han gjort sig känd genom en modernistisk träarkitektur med ett individuellt formspråk. Till deras främsta verk hör Lusto − Finlands skogsmuseum vid Punkaharju, Nyslott (1994, tillbyggnad 2005) och Kaustby centrum för etnografisk konst (fi. Kaustisen Kansantaiteenkeskus, 1997). I dessa byggnader kombineras lätt bruntjärade träfasader och spjälverk med noggrant utstuderade stålkonstruktioner.
År 2005 vann de tävlingen för Museet för de polska judarnas historia Polin i Warszawa i Polen, vilket uppfördes 2013. Projektet belönades ett år senare med det nyinstiftade Finlandiapriset för arkitektur. År 2015 var det med på nomineringslistan till Mies van der Rohe-priset.
Det 2013 uppförda Finlands naturcentrum Haltia i Esbo belönades samma år med Årets träpris.
Bland övriga projekt kan nämnas ålderdomshem i Hausjärvi (1986) och Ilmola (1993), tillbyggnader till Tammerfors universitet (jämte Matti Seppänen 1995) och Helsingfors universitet (Physicum 2001), Vasa stadsbibliotek (2001) samt service- och verksamhetscentret för synskadade Iiris (2003), flera av dem erhållna genom segrande tävlingsförslag. Byrån har även ritat ett flertal bostadsbyggnader i huvudstadsregionen (Helsingforsregionen) och i Rotterdam.
Från 2007 till 2011 var Mahlamäki ordförande för Finlands arkitektförbund.

## Akademisk verksamhet
Mahlamäki har sedan 1997 tjänstgjort som professor i modern arkitektur vid Uleåborgs universitet. Från 2014 till 2015 var han utbildningsdekan vid fakulteten för arkitektur och i september 2015 efterträdde han Helka-Liisa Hentilä som dekanus.

## Utmärkelser
- Prins Eugen-medaljen,  2017[8]

[Redigera Wikidata]